# Lola Beer Ebner Sculpture Garden

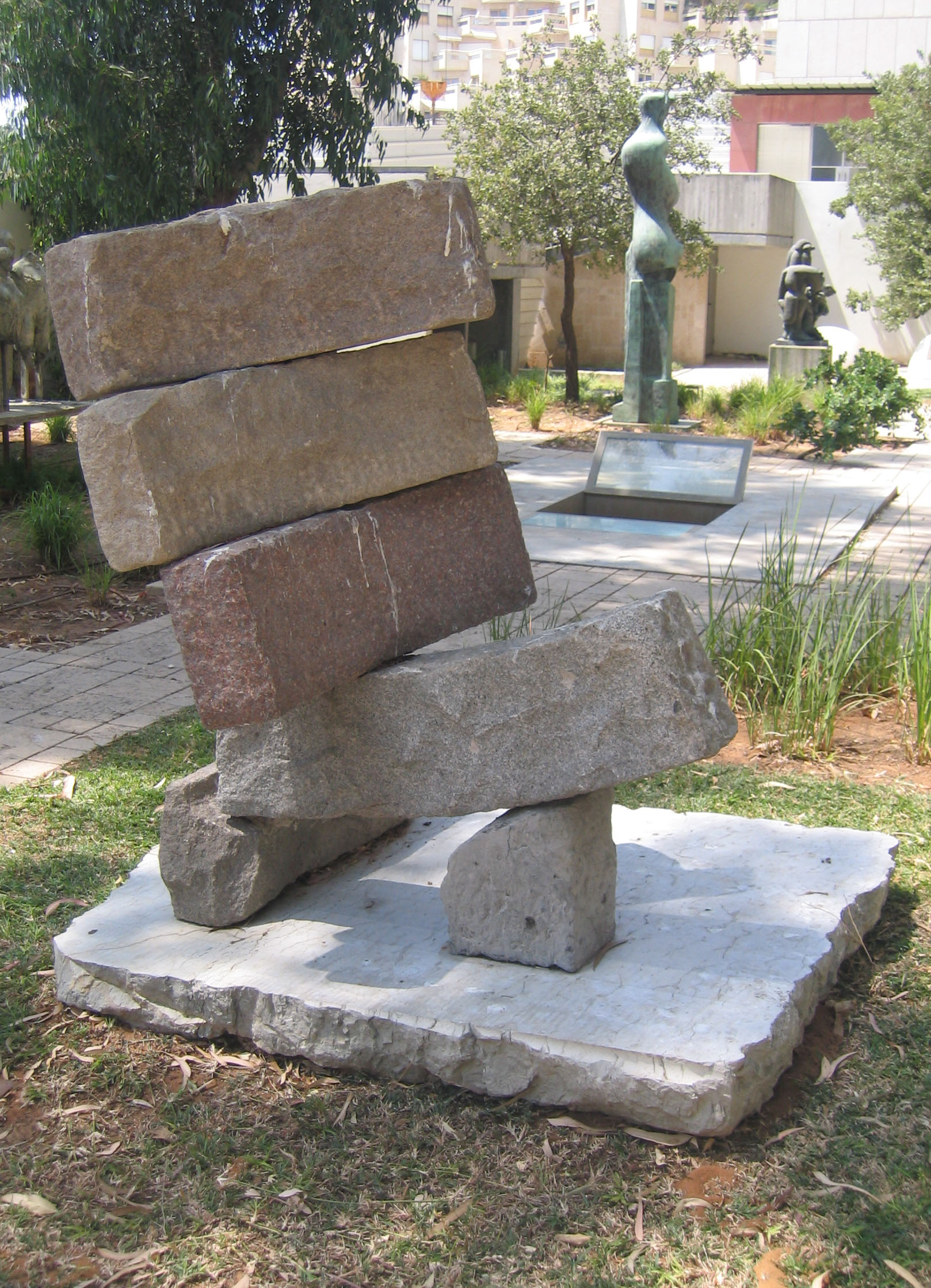
Beeldenpark met werken van Kadishman, Moore en Lipchitz

De Lola Beer Ebner Sculpture Garden is het beeldenpark van het Tel Aviv Museum of Art in de Israëlische stad Tel Aviv.

## Geschiedenis
Het Tel Aviv Museum of Art is in 1932 gesticht in wat nu de Independence Hall is en is sinds 1971 gevestigd aan de King Saul Avenue in Tel Aviv. Het naar Dolfi Ebner genoemde beeldenpark is gesticht door Lola Beer Ebner uit Tel Aviv.
De collectie van het beeldenpark, aangevuld met de buitencollectie van het Tel Aviv Museum op de terrassen in de openbare ruimte rondom het museumcomplex, omvat werken van klassiek moderne, moderne en hedendaagse internationale en Israëlische beeldhouwers.

## Collectie
1. Arman met Music Power II (1986)
2. Zadok Ben-David met Lone Cypress (2006)
3. Zadok Ben-David met Troubles in the Square (2006)
4. Alexander Calder met Feuille d'arbre (1974)
5. Anthony Caro met Black Cover Flat (1974)
6. Lynn Chadwick met Two Seated Figures (1973)
7. Maya Cohen Levy met A Journey in the Wake of the Crow (1990/2005)
8. Enzo Cucchi met Tel Aviv-Jaffa Mosaic (1999)
9. Itzhak Danziger met Sheep of the Negev (1951/64)
10. Ya'acov Dorchin met Angel (1993)
11. Benni Efrat met Stain on the Vision, Summer 2048 (1999)
12. Belu Simion Fainaru met Milah (A Sculpture for the Blind) (1999)
13. Dov Feigin met Animal (1958)
14. Dan Graham met Star of David Pavillion (1999)
15. Michael Gross met Trio (1993)
16. Emanuel Hatzofe met Boat (2003)
17. Barbara Hepworth met Two Forms (Divided Circle) (1969)
18. Menashe Kadishman met Scream (1998)
19. Menashe Kadishman met Big Floating (1975)
20. Menashe Kadishman met The Binding of Yitzhak - 3-delig
21. Sigalit Landau met Weep, child, weep (2004)
22. Ofer Lellouche met The Atelier (2001)
23. Jacques Lipchitz met Sacrifice (1959)
24. Ju Ming met Taichi Thrust (1990)
25. Motti Mizrachi met Icarus (2002)
26. Henry Moore met Reclining Figure (1969/70)
27. Henry Moore met Upright Motive Nr. 9 (1979)
28. Avraham Ofek met Stone (1987)
29. Chana Orloff met My Son (1924)
30. Buky Schwartz met Mosquito (2007)
31. Ossip Zadkine met Lotophage (1961/62)

## Fotogalerij

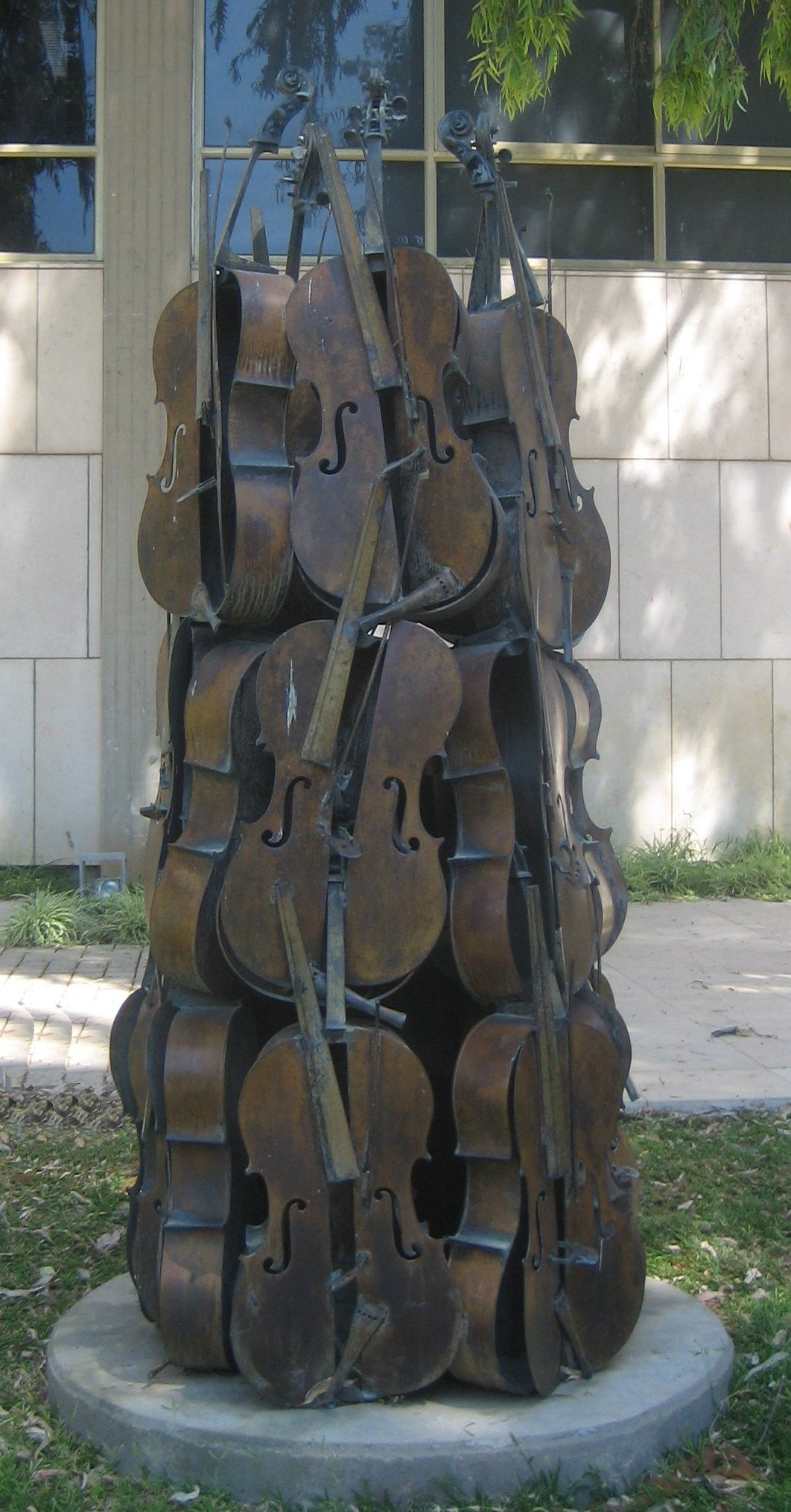
Nr. 1 : The Music Power II
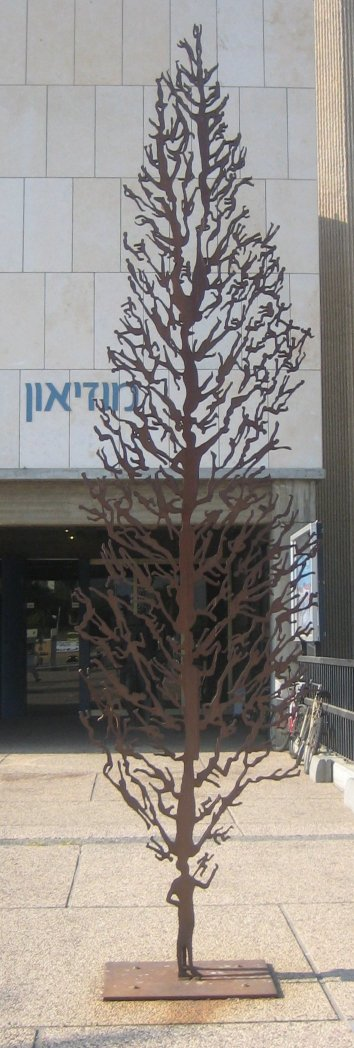
Nr. 2 : Lone Cypress (2006)
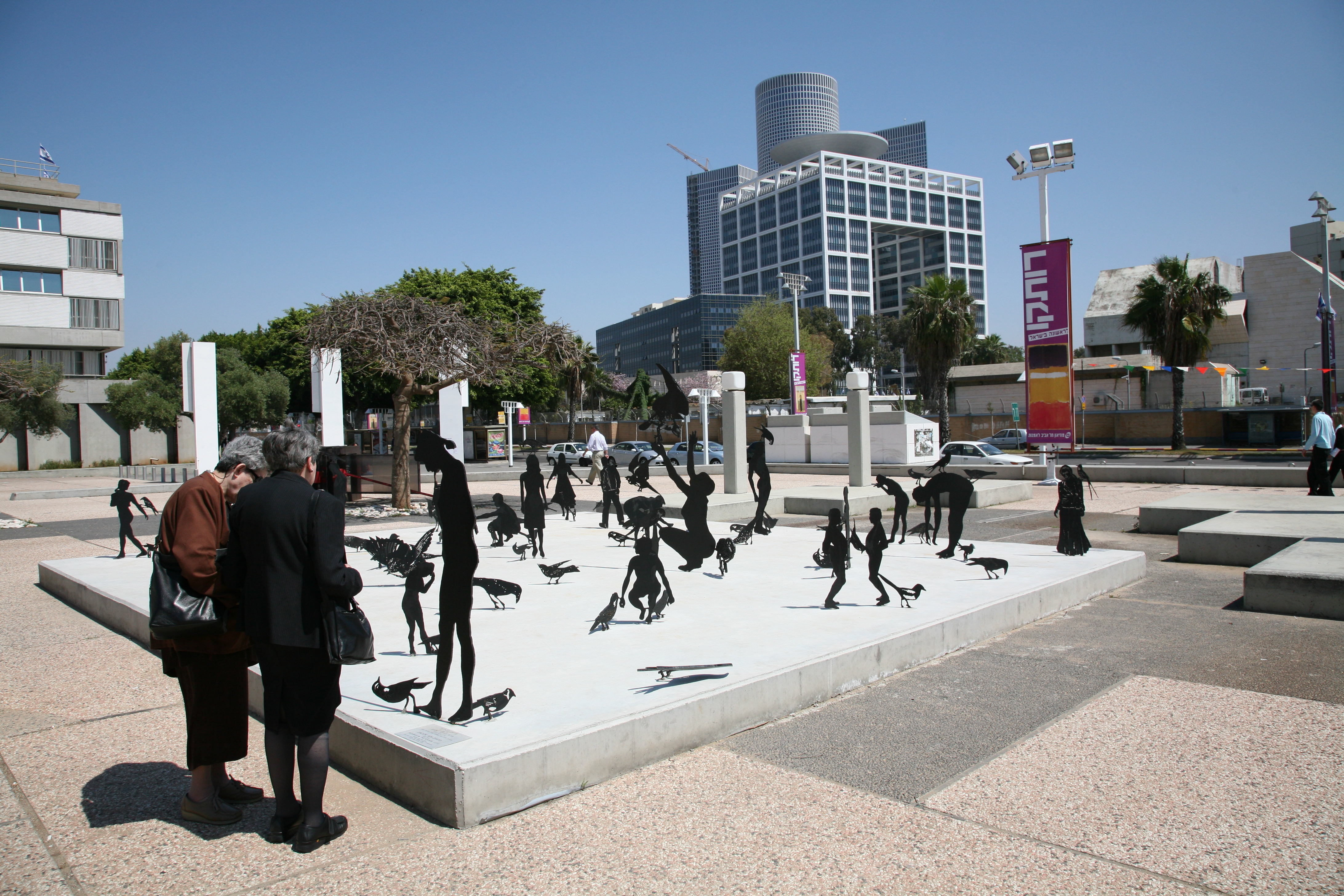
Nr. 3 : Troubles in the Square (2006)
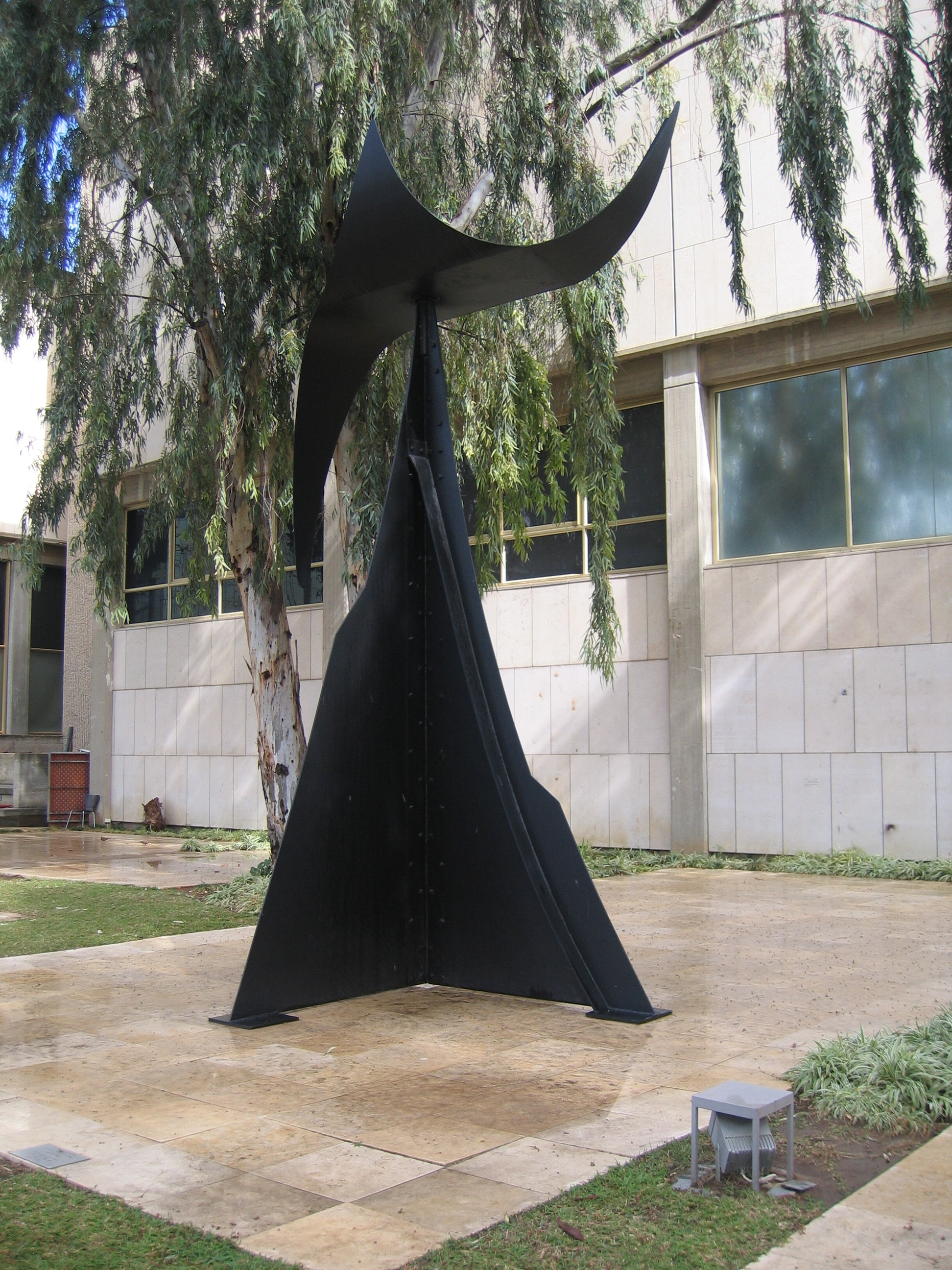
Nr. 4 : Feuille d'arbre (1974)
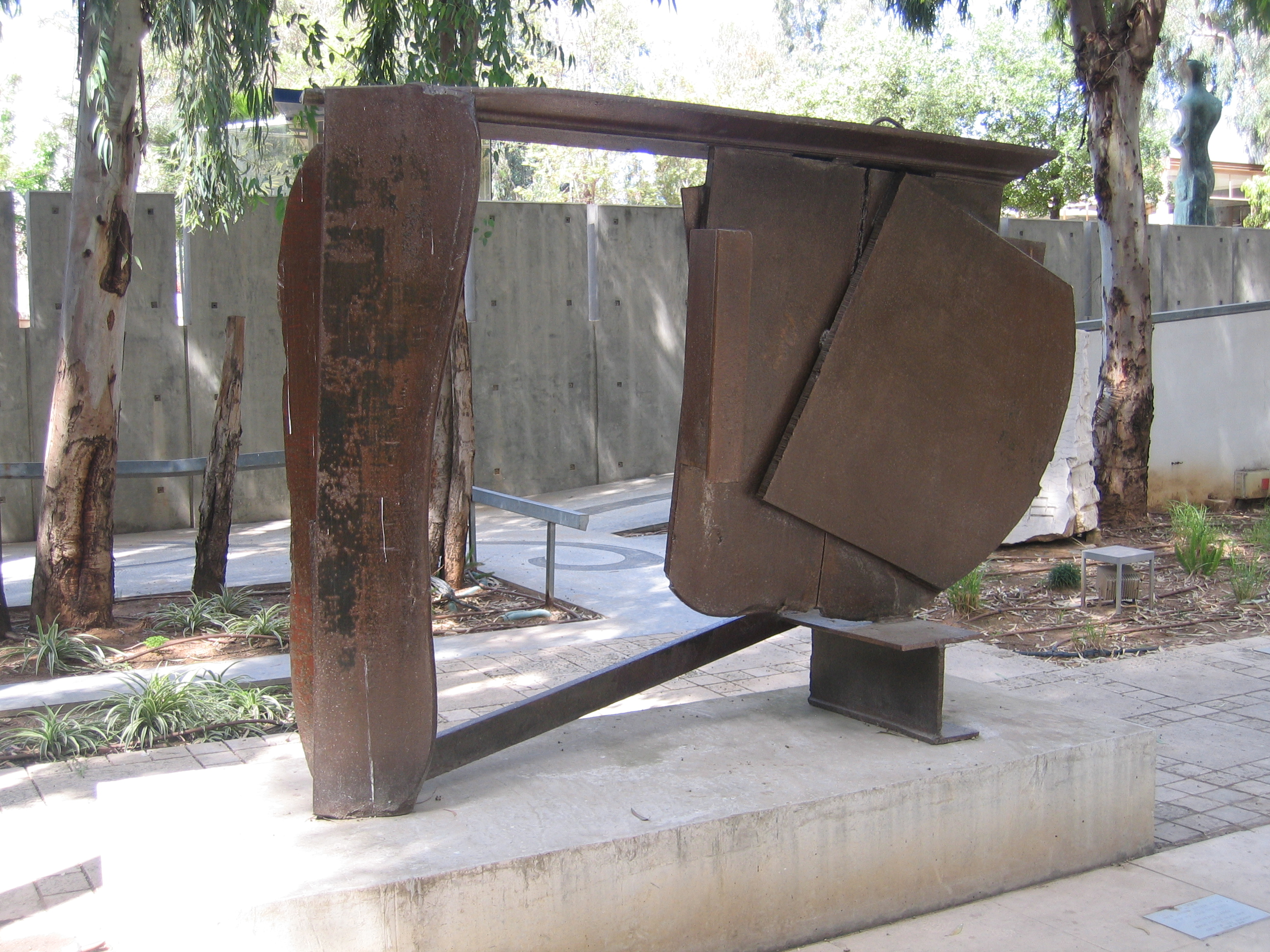
Nr. 5 : Black Cover Flat (1974)
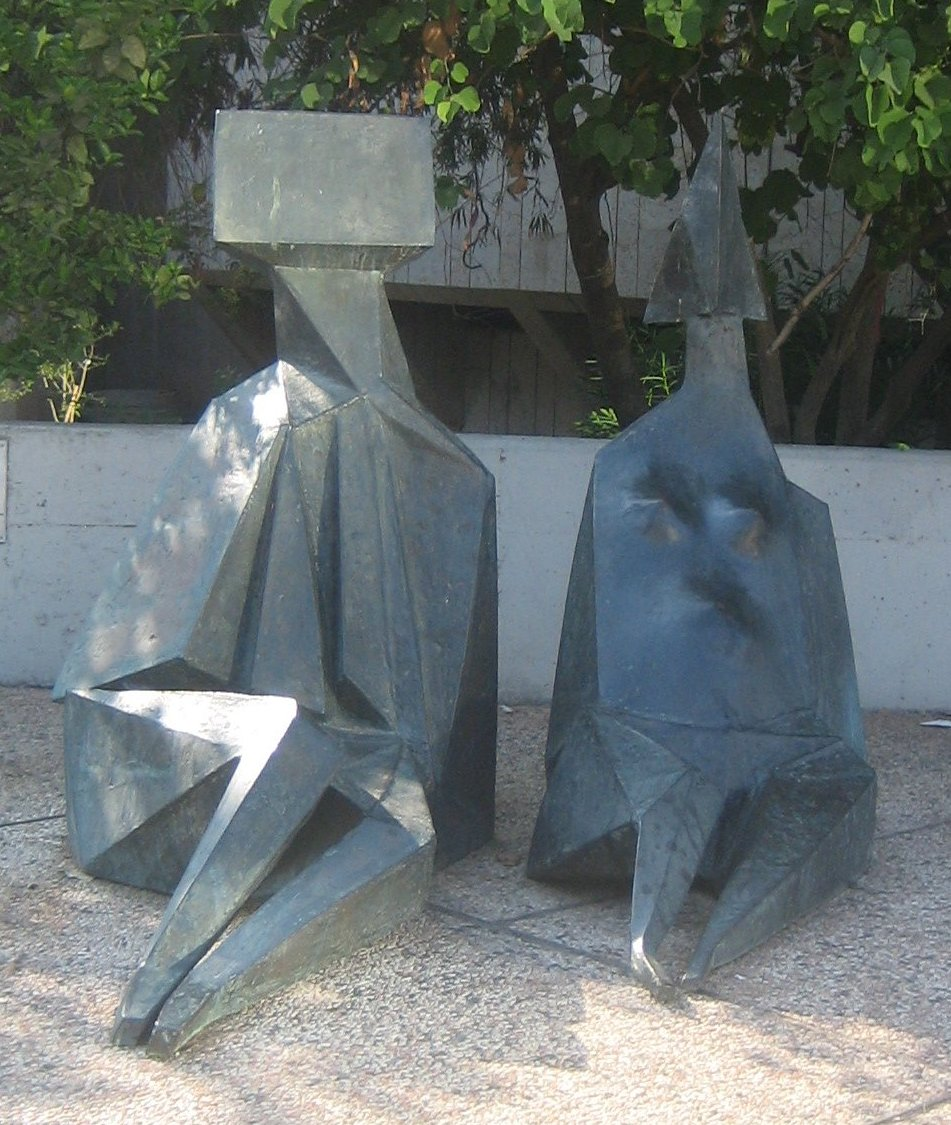
Nr. 6 : Two Seated Figures (1973)
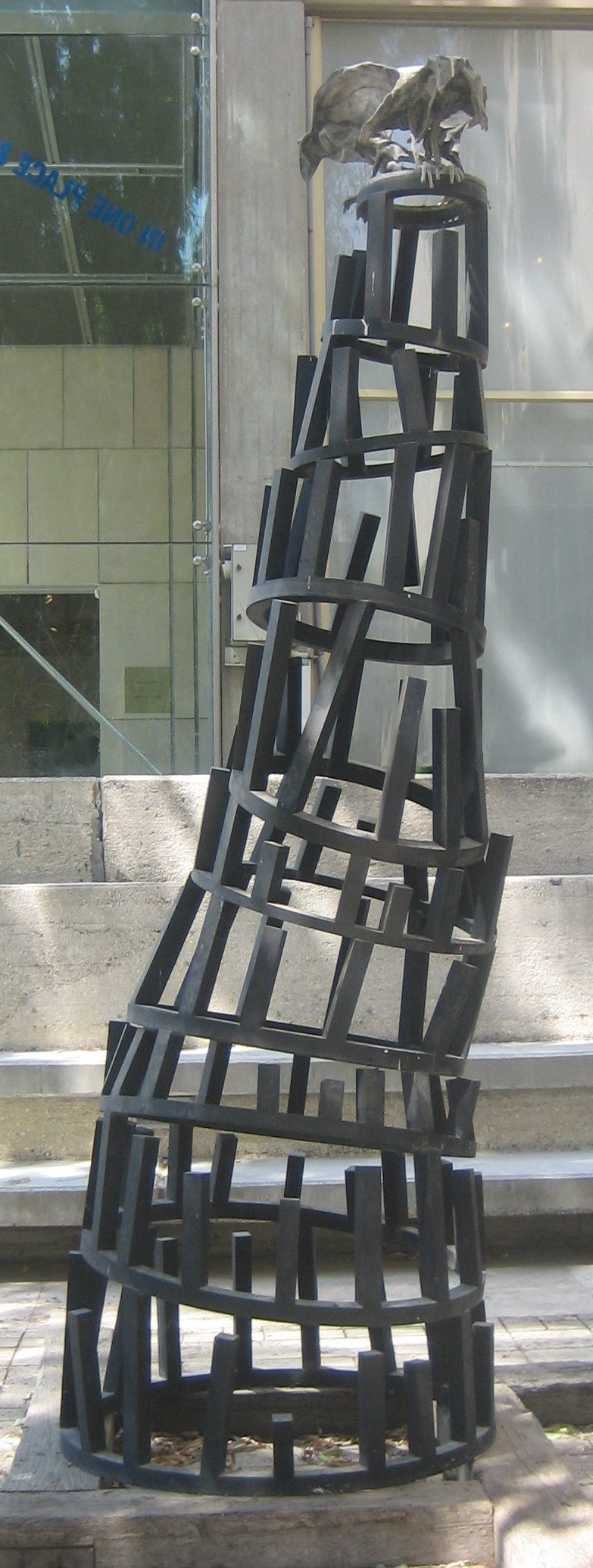
Nr. 7 : A Journey in the Wake of the Crow (1990)
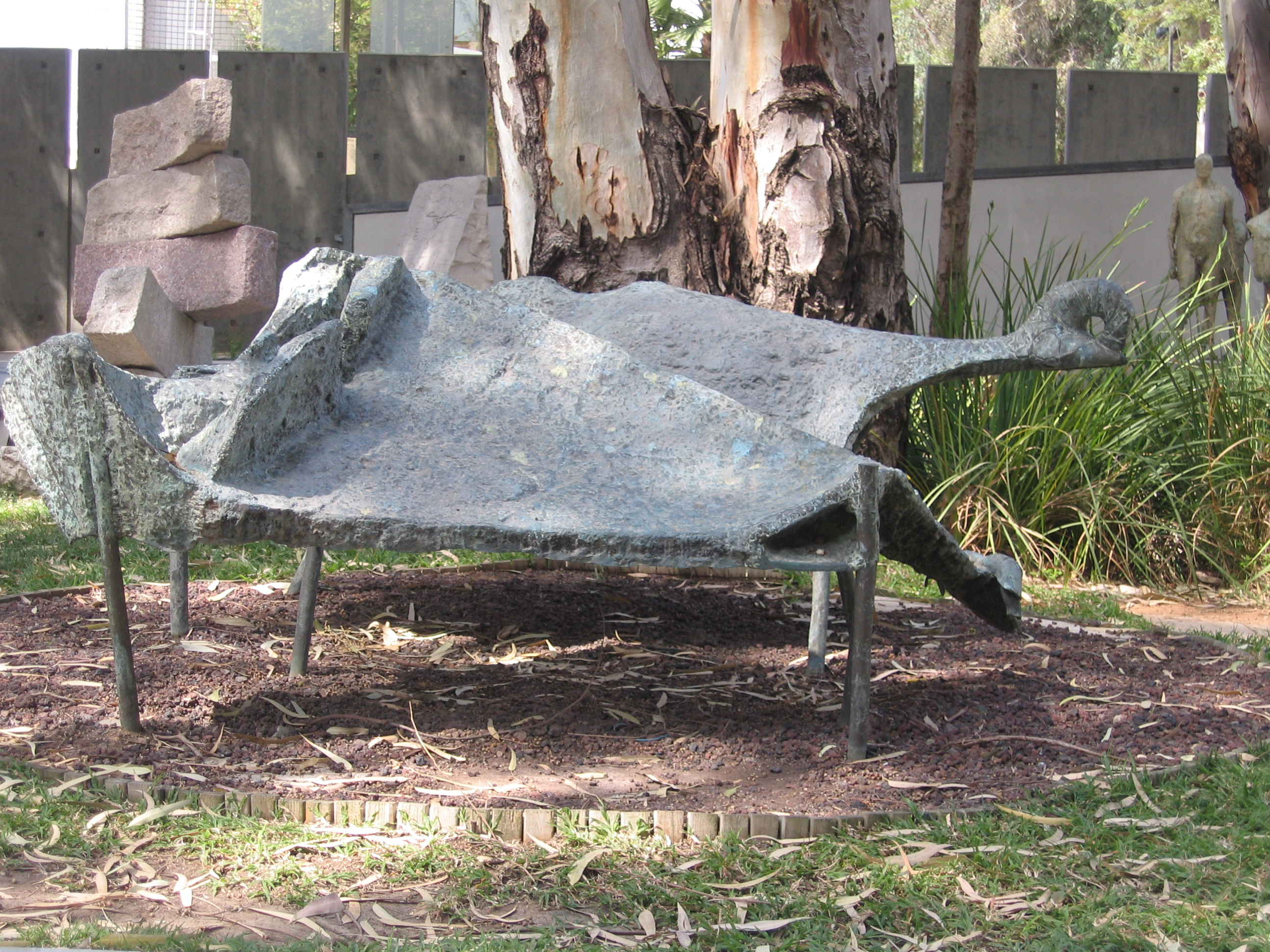
Nr. 9 :Sheep of the Negev
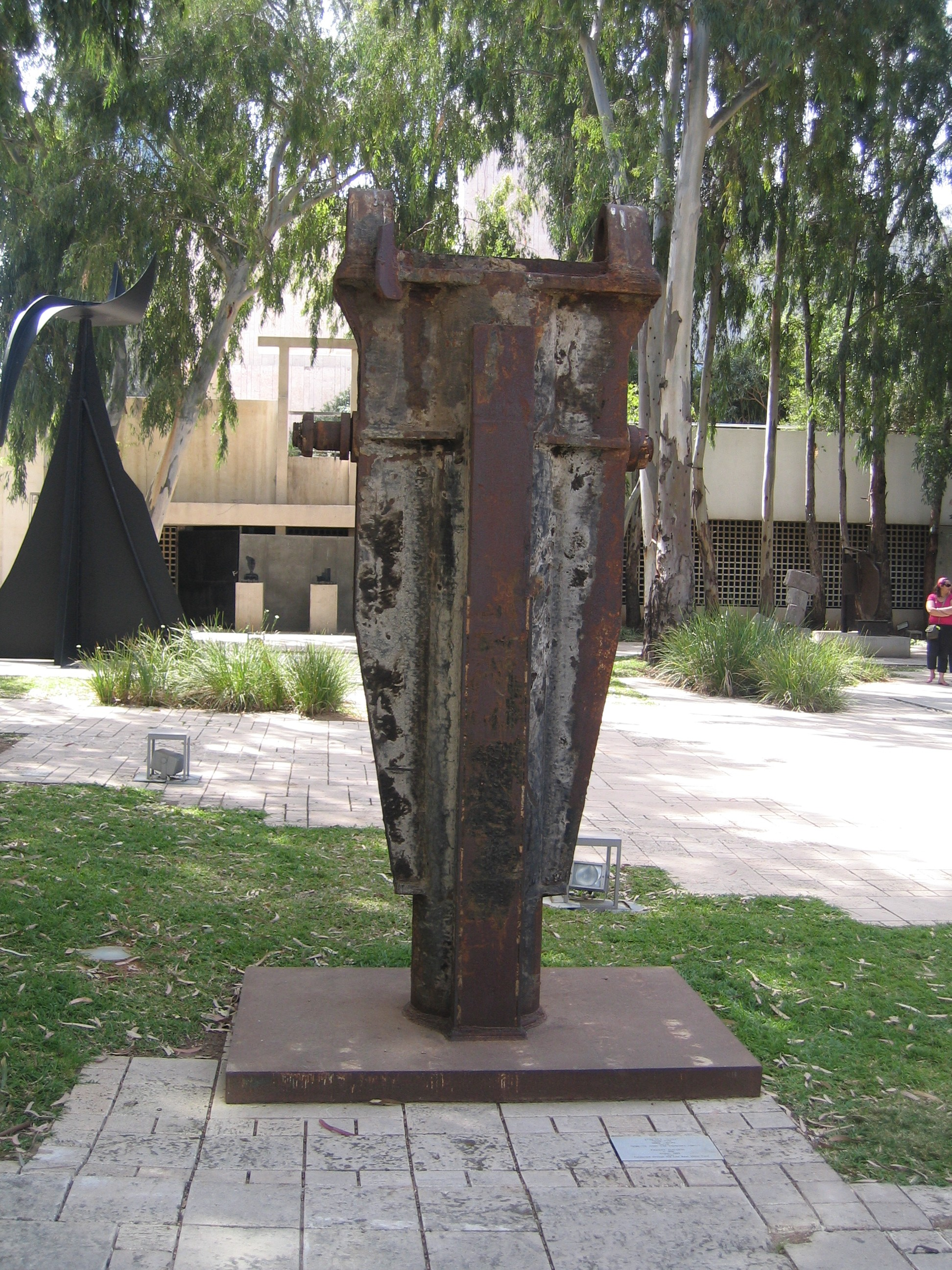
Nr. 10 : Angel (1993)
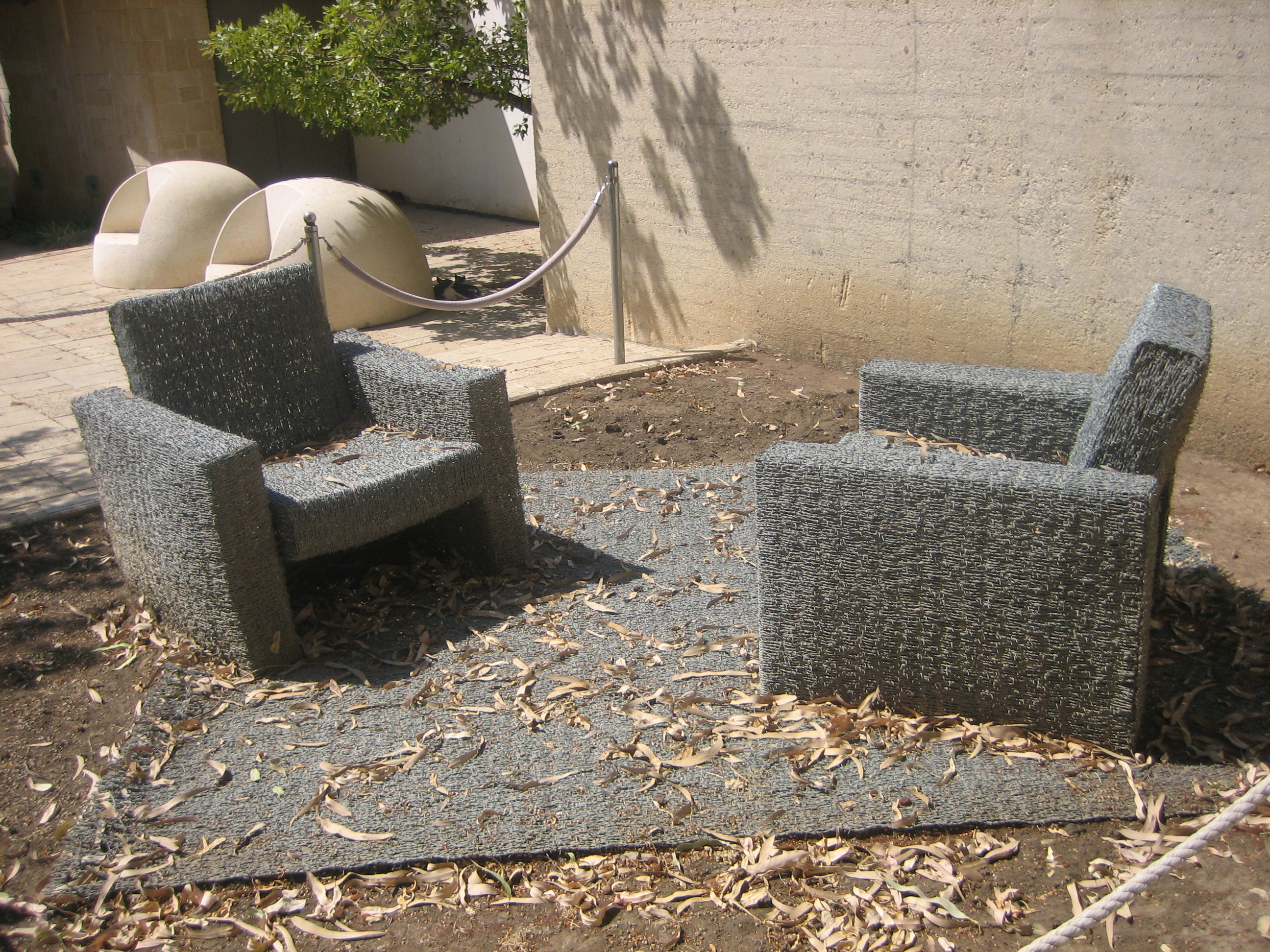
Nr. 11 : Stain on the Vision, Summer 2048 (1999)
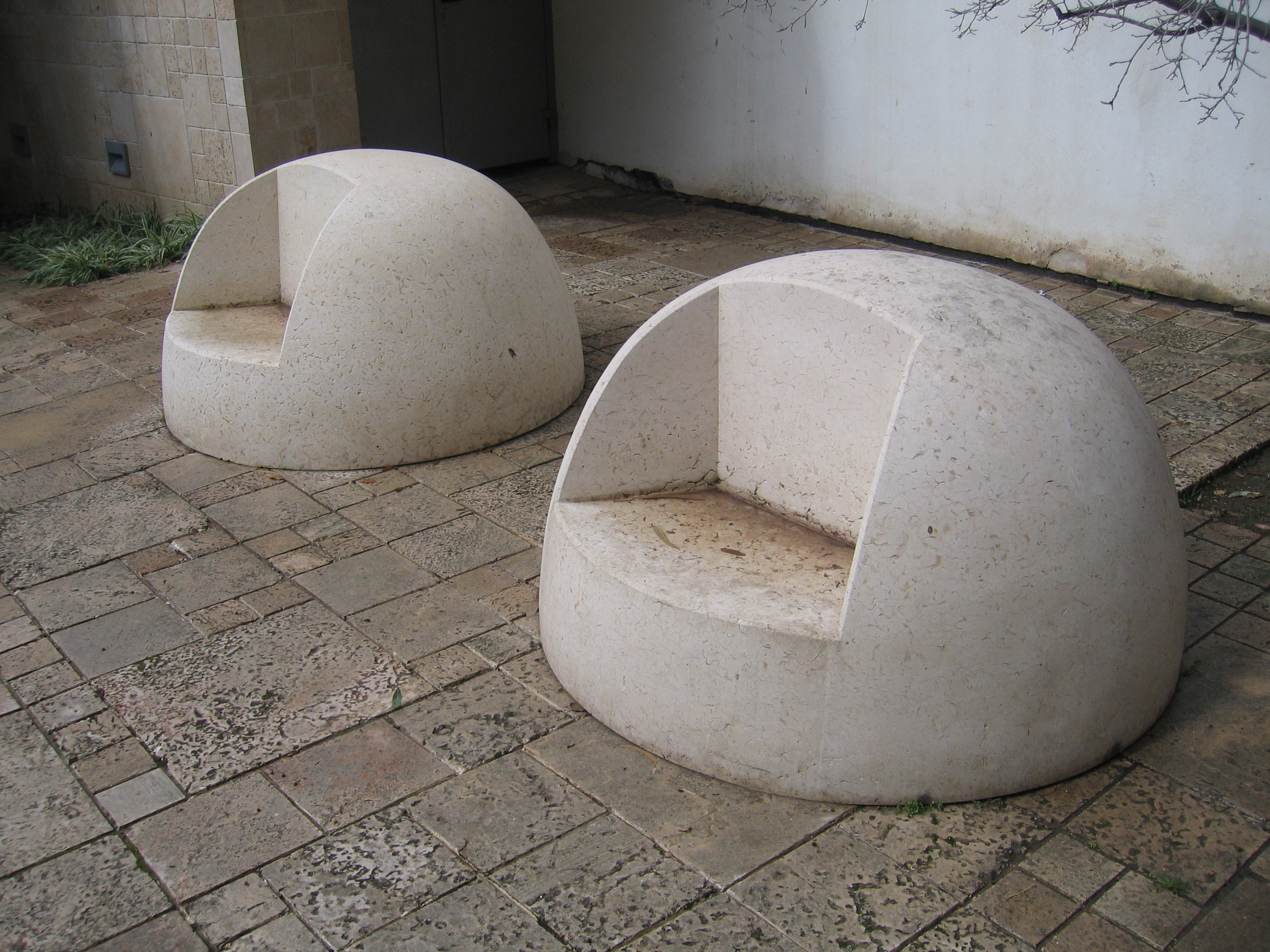
Nr. 12 : Milah (A Sculpture for the Blind) (1999)
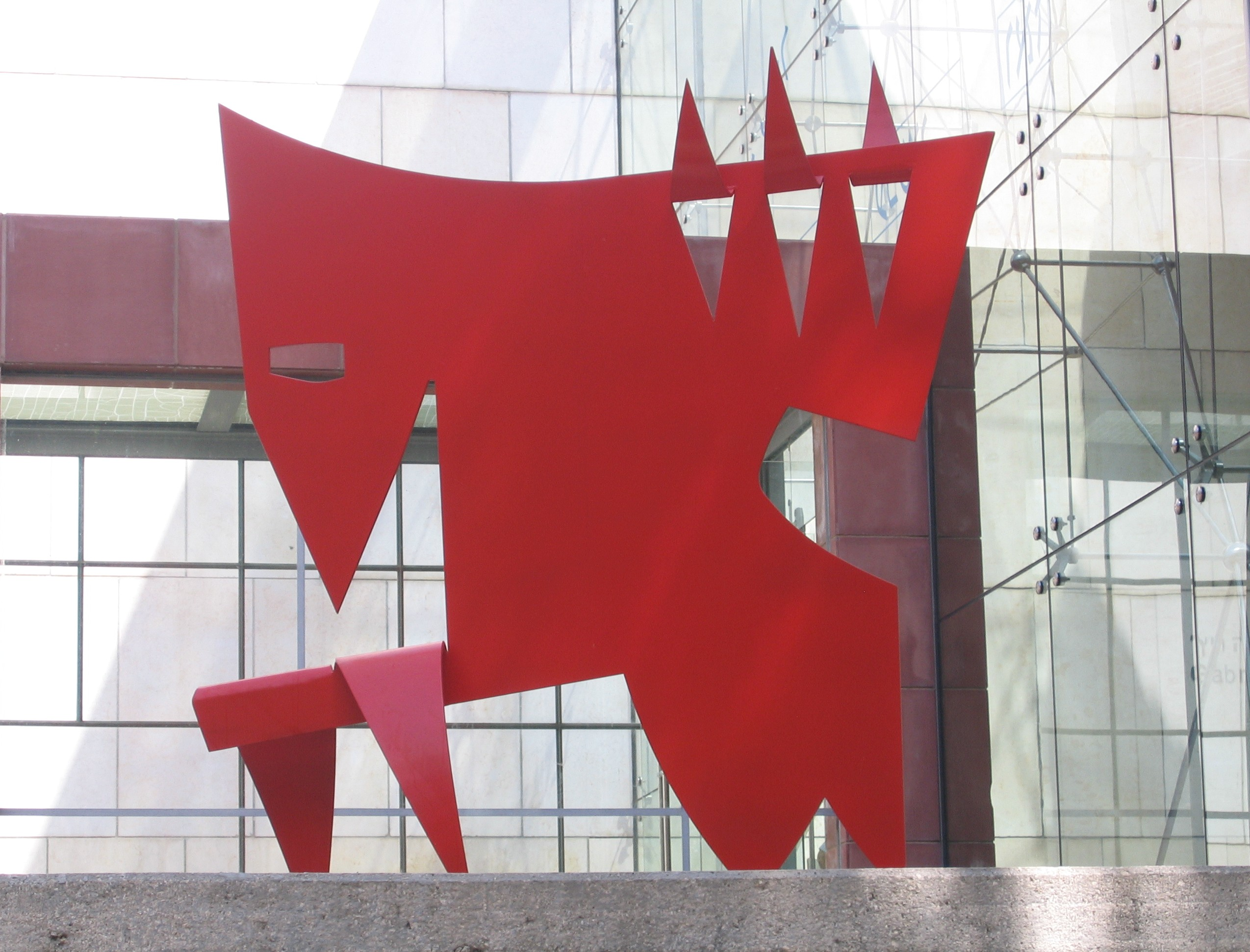
Nr. 13 : Animal (1958)
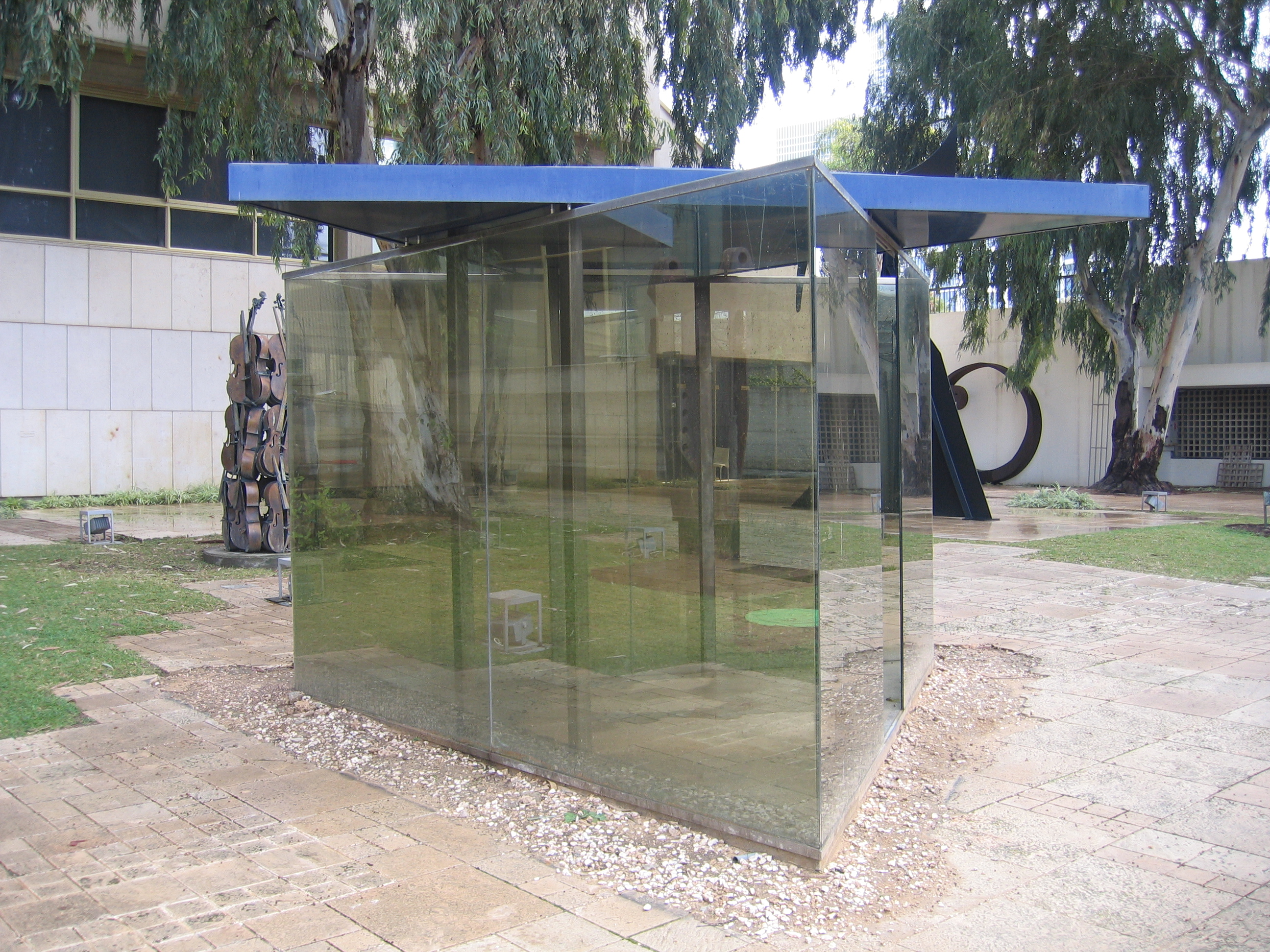
Nr. 14 : Star of David Pavillion (1999)
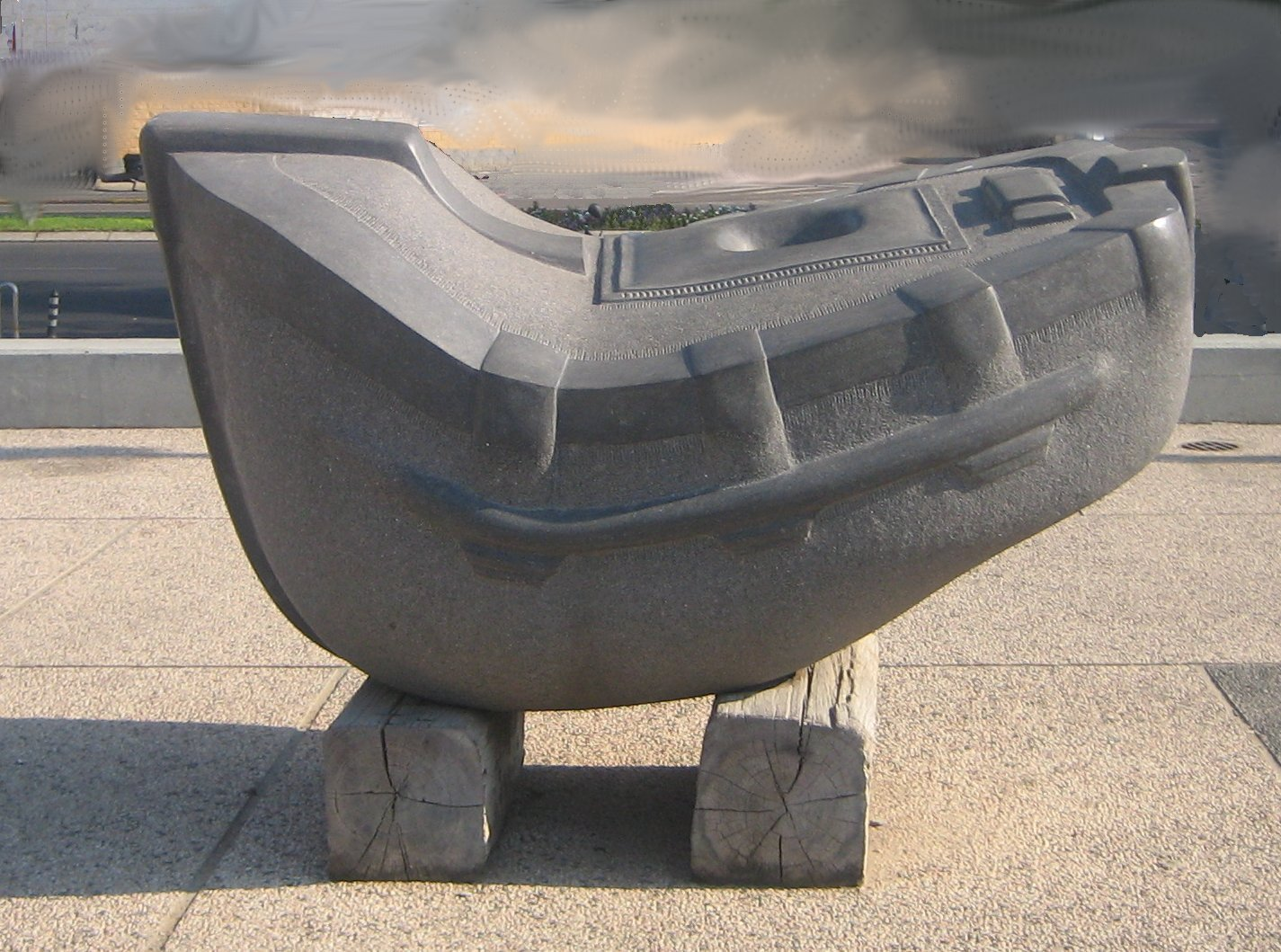
Nr. 16 : Boat (2003)
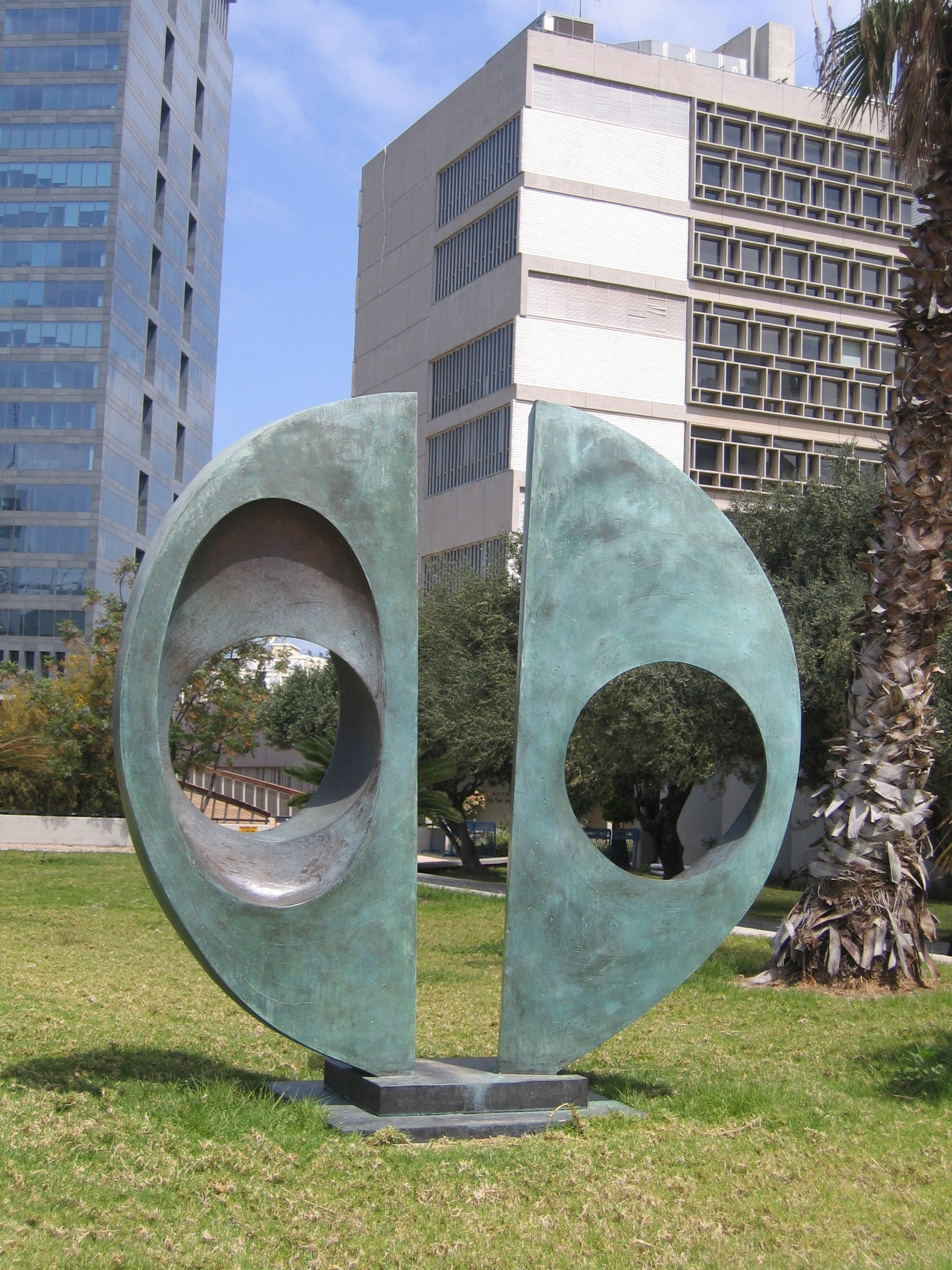
Nr. 17 : Two Forms (Divided Circle) (1969)
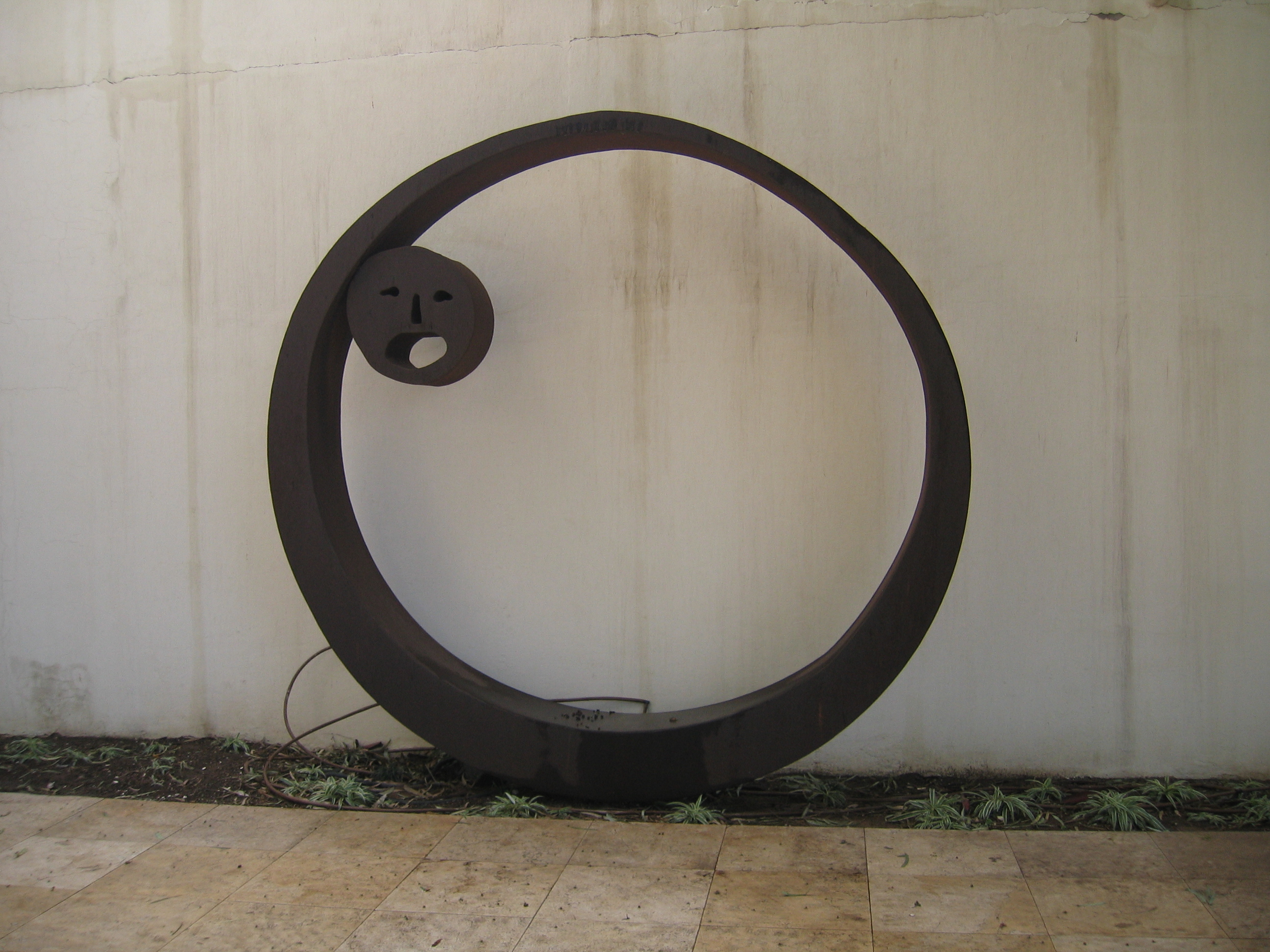
Nr. 18 : Scream (1998)
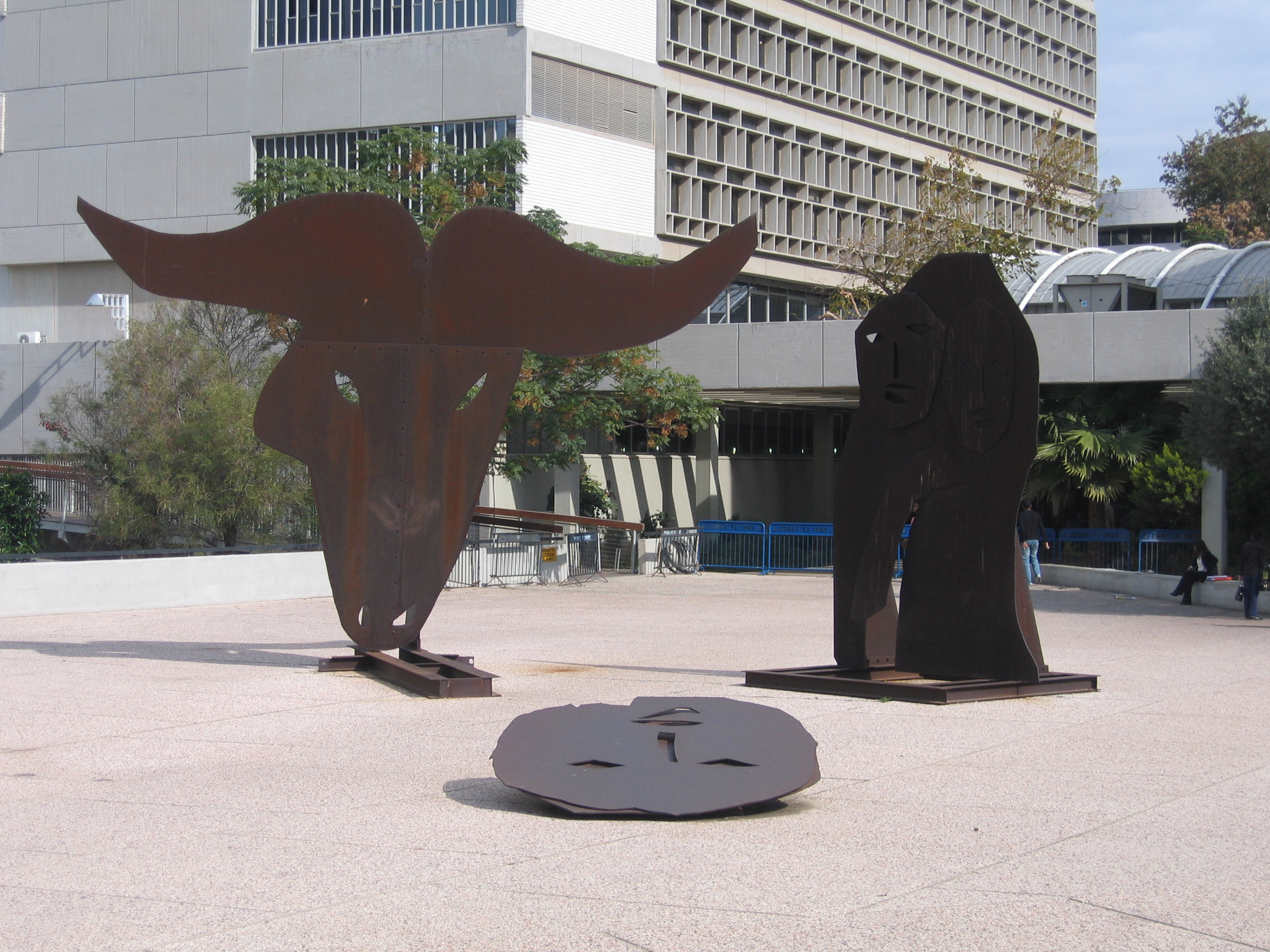
Nr. 20 : The Binding of Yitzhak
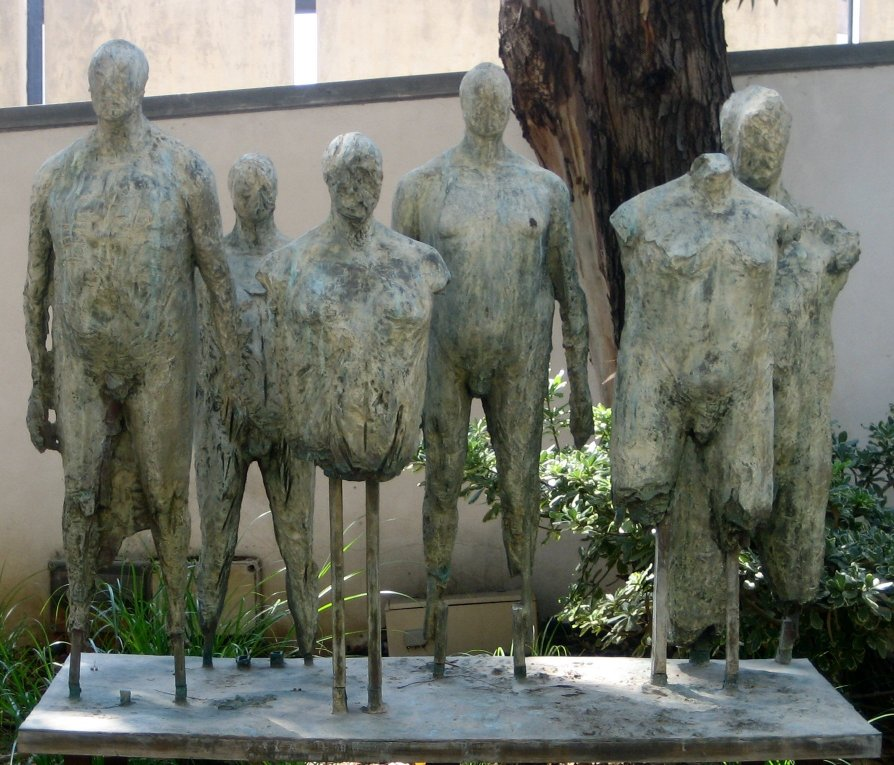
Nr. 22 : The Atelier (2001)
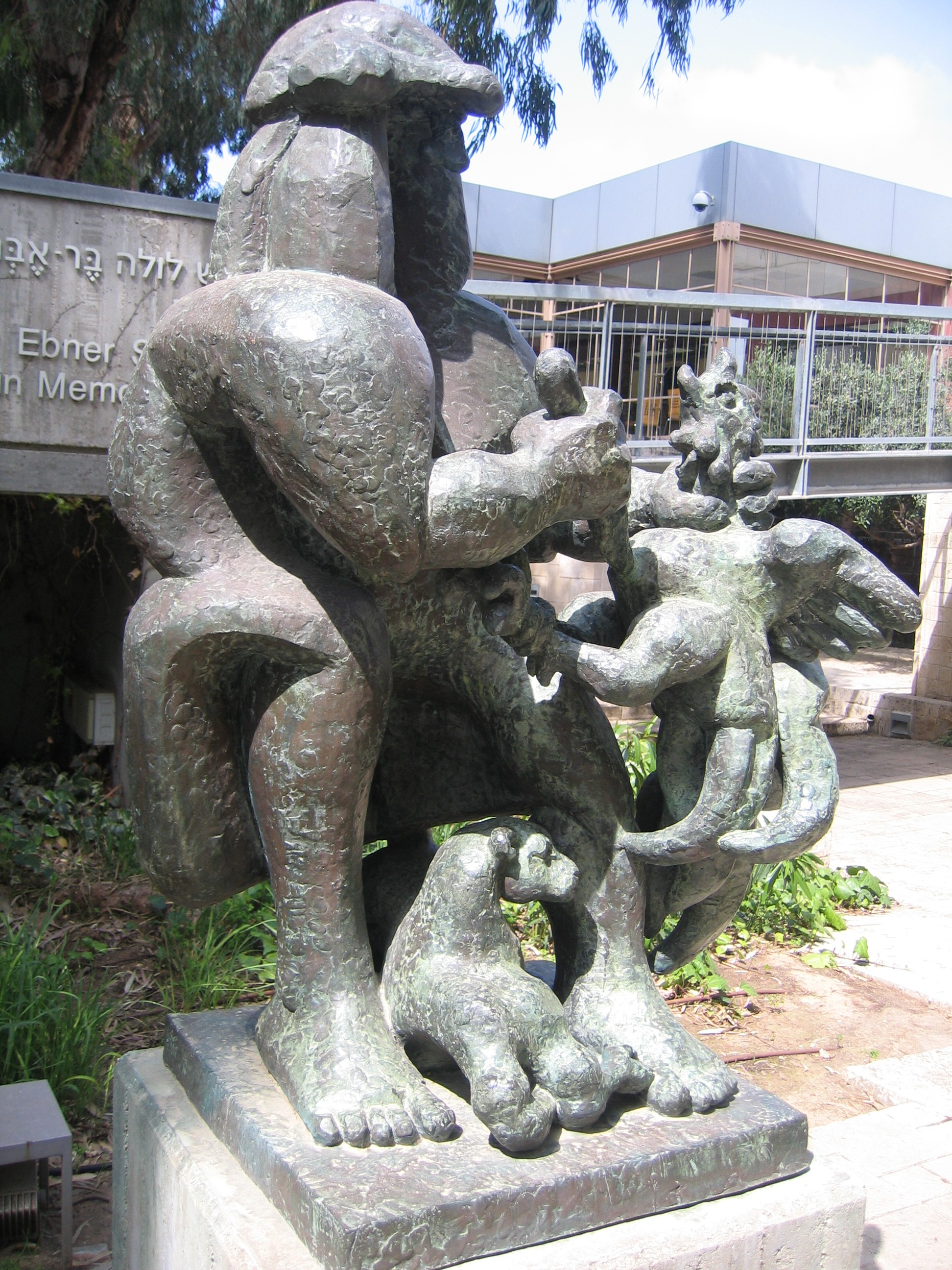
Nr. 23 : Sacrifice (1959)
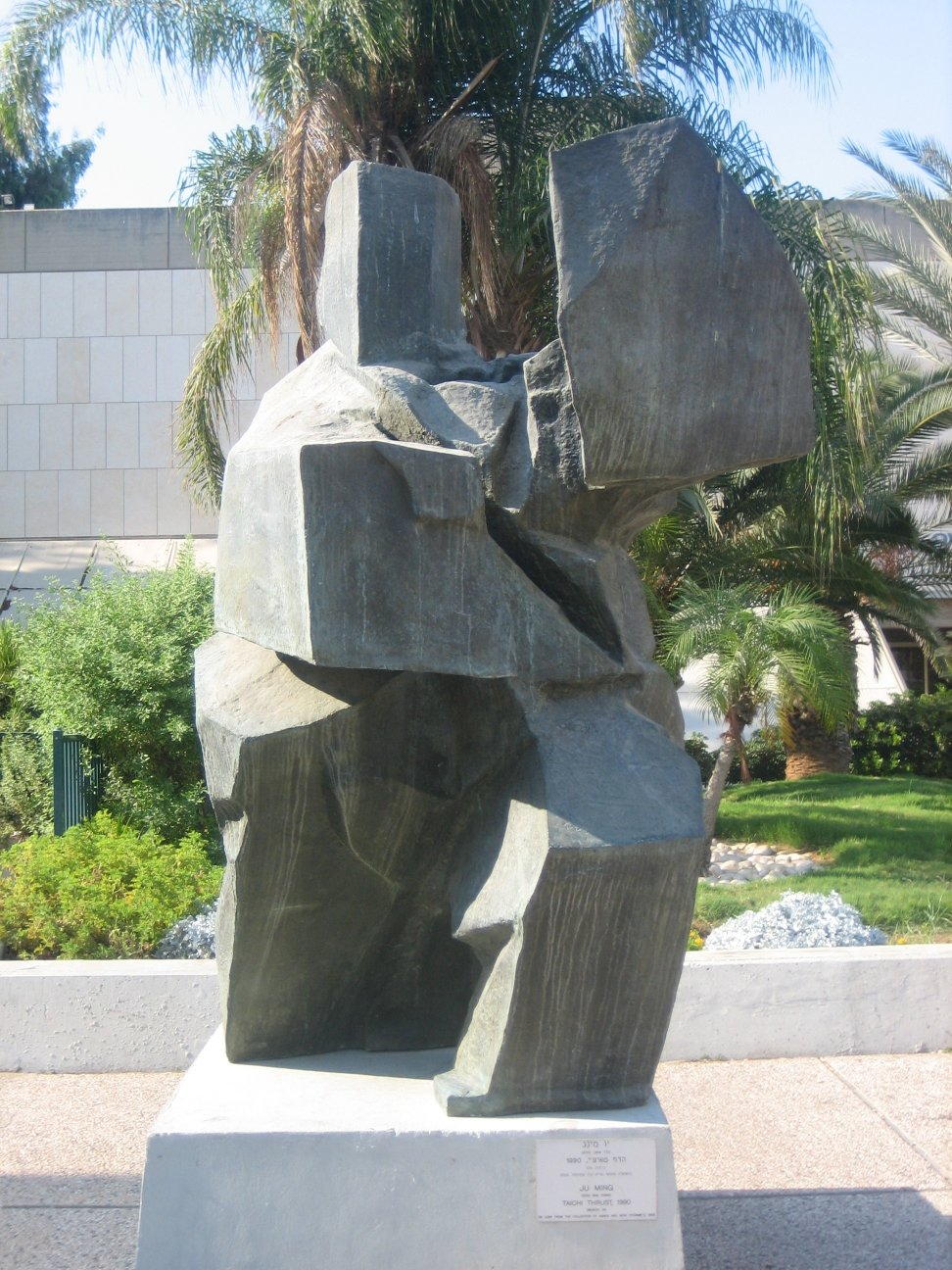
Nr. 24 : Taichi Thrust (1990)
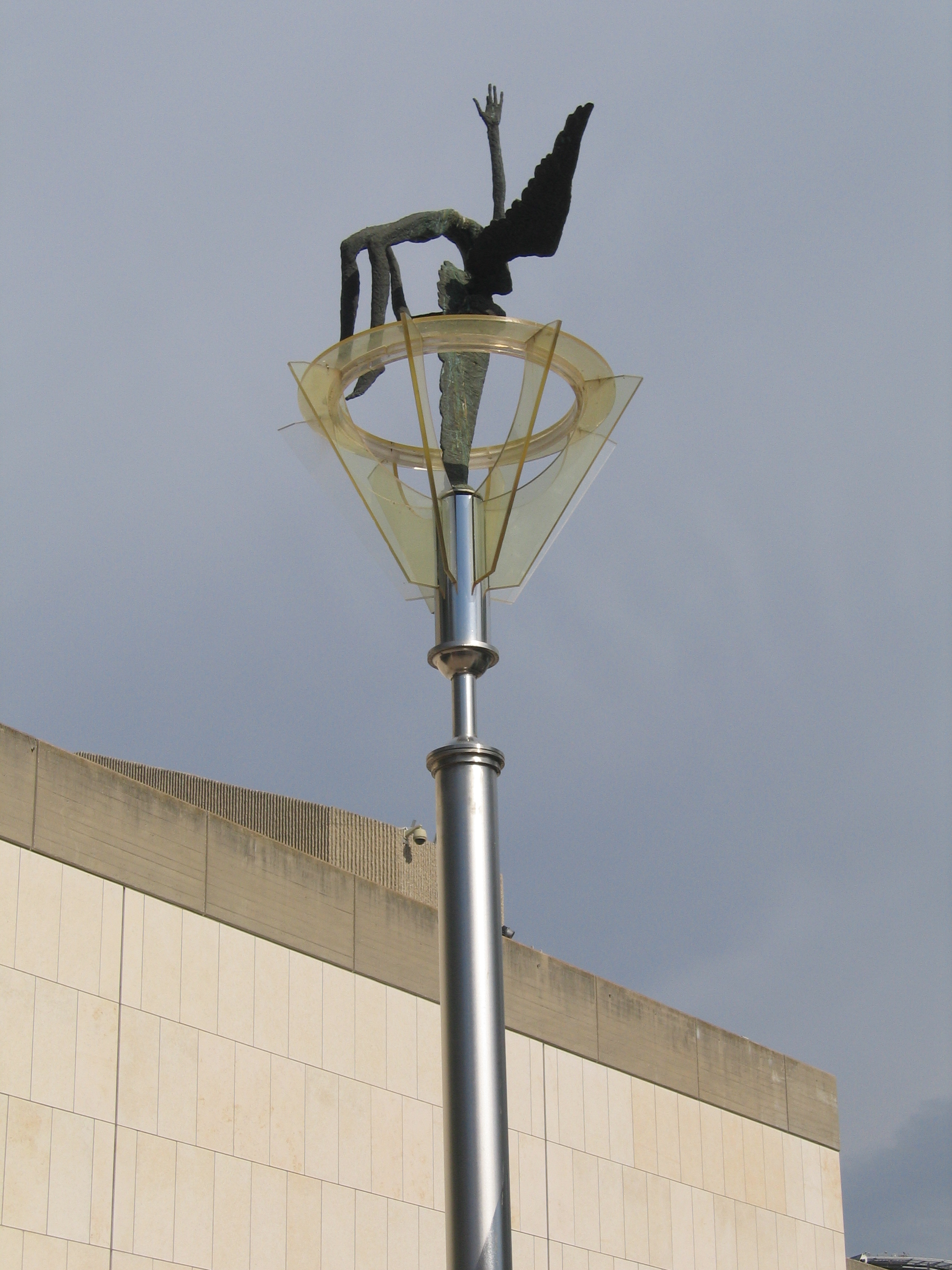
Nr. 25 : Icarus (2002)
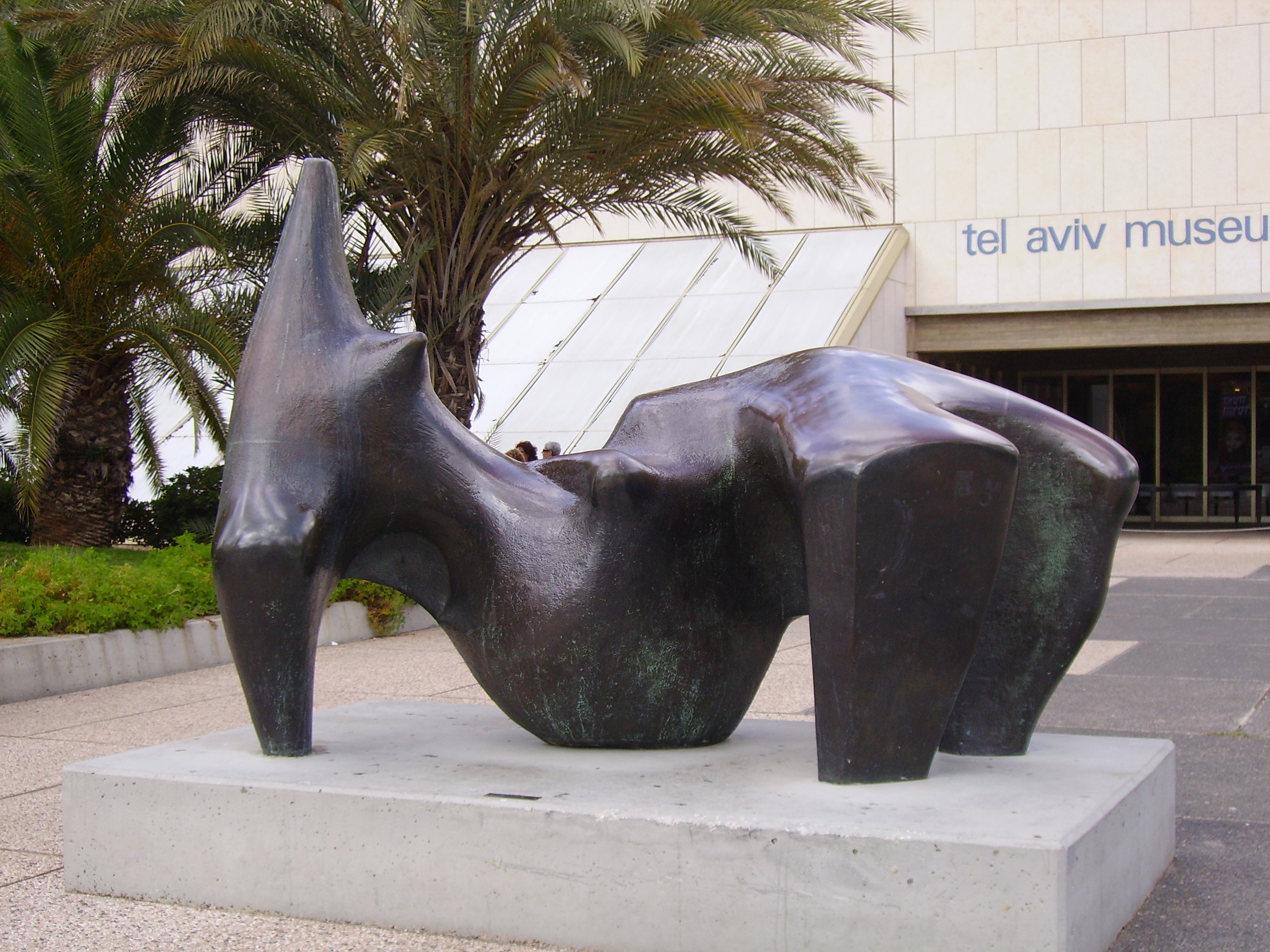
Nr. 26 :Reclining Figure (1969/70)
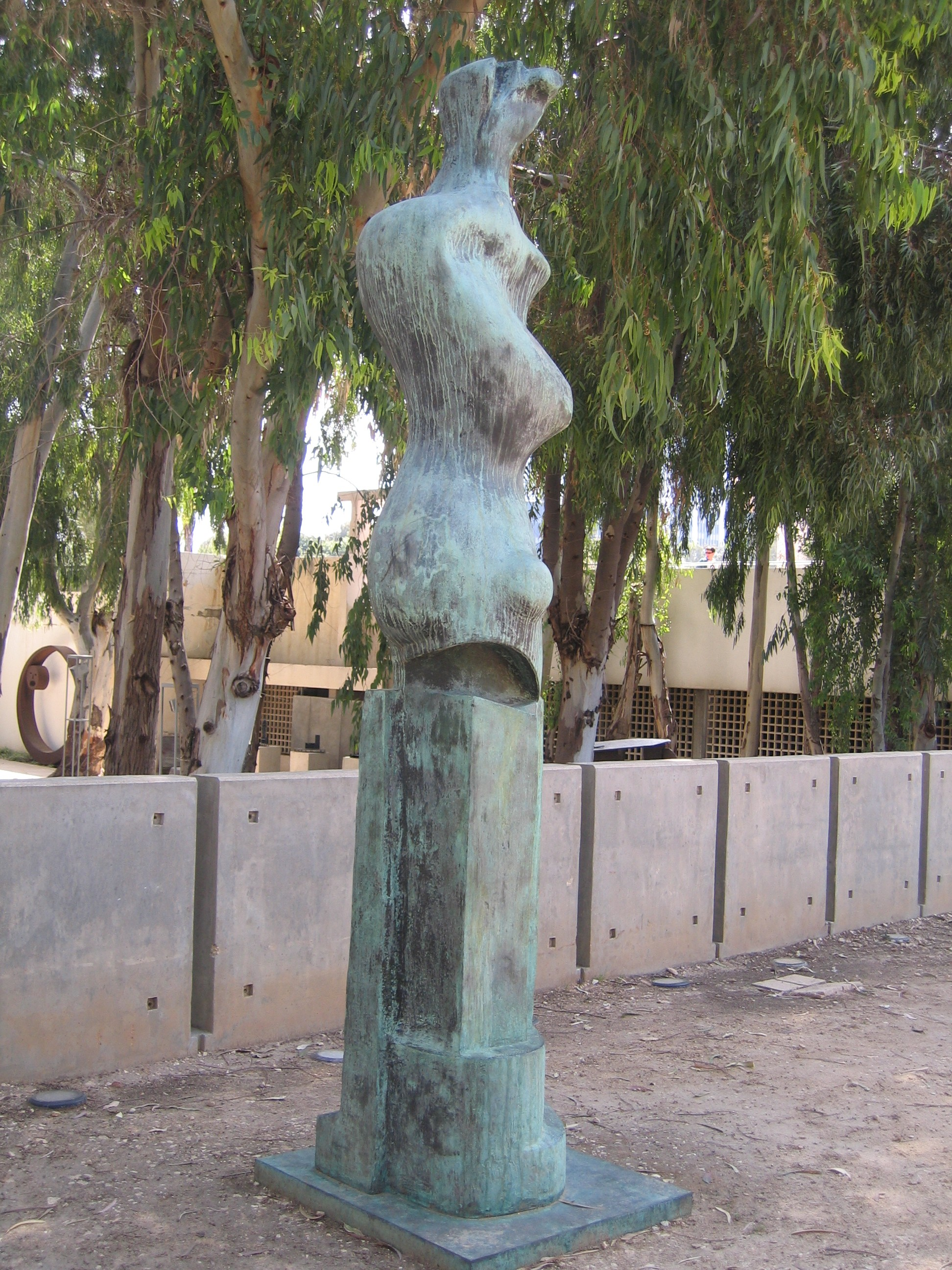
Nr. 27 : Upright Motive Nr. 9 (1979)
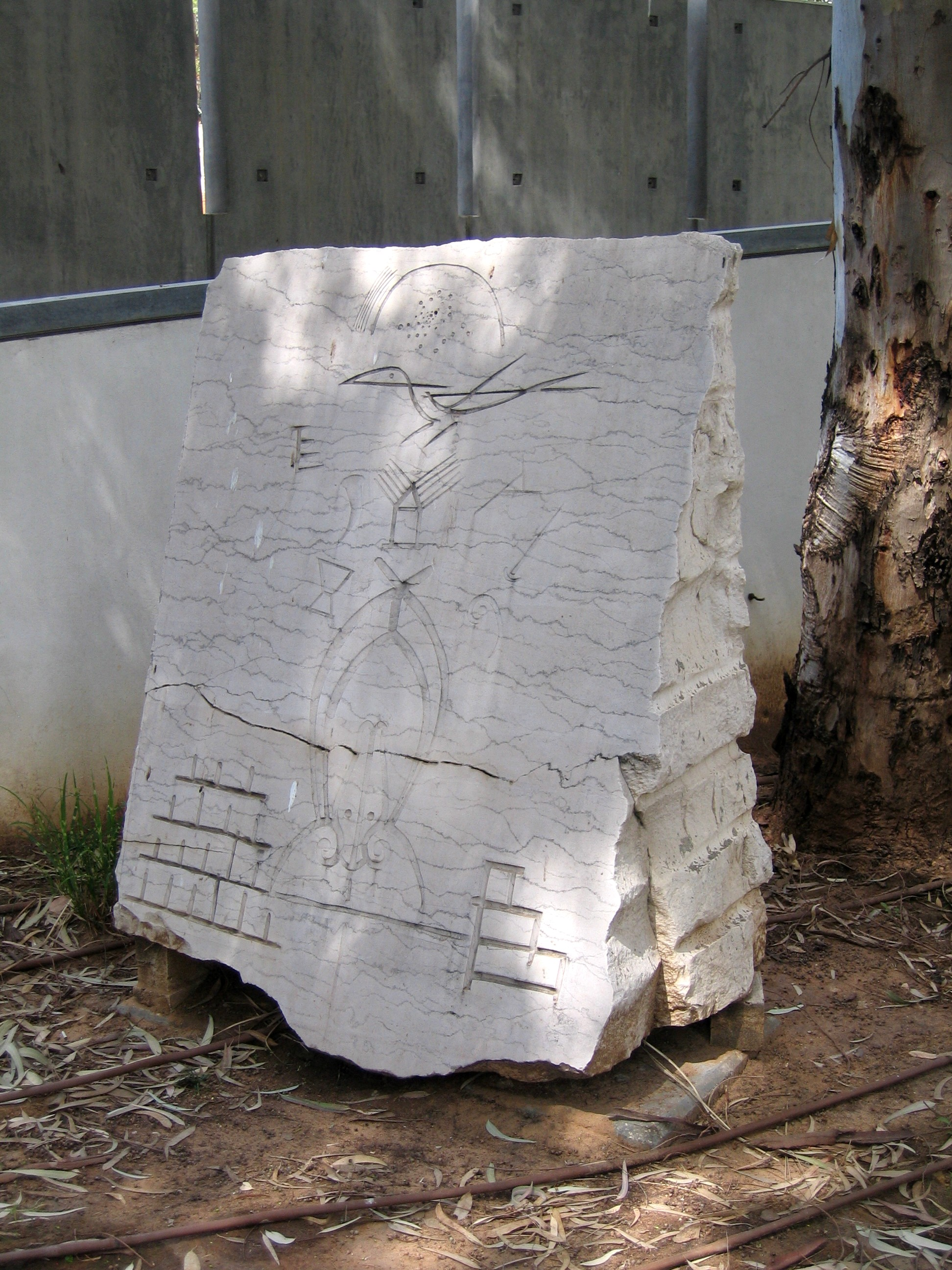
Nr. 28 : Stone (1987)
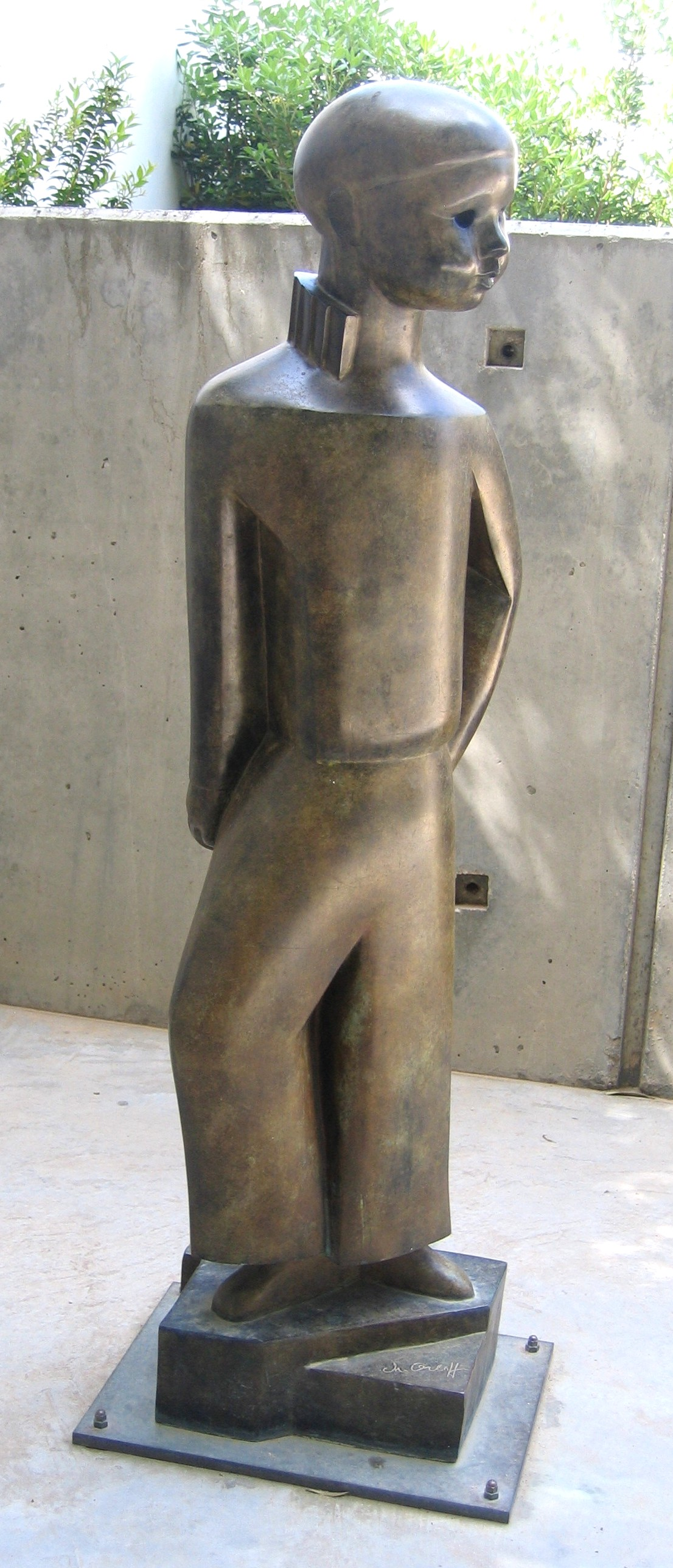
Nr. 29 : My Son (1924)
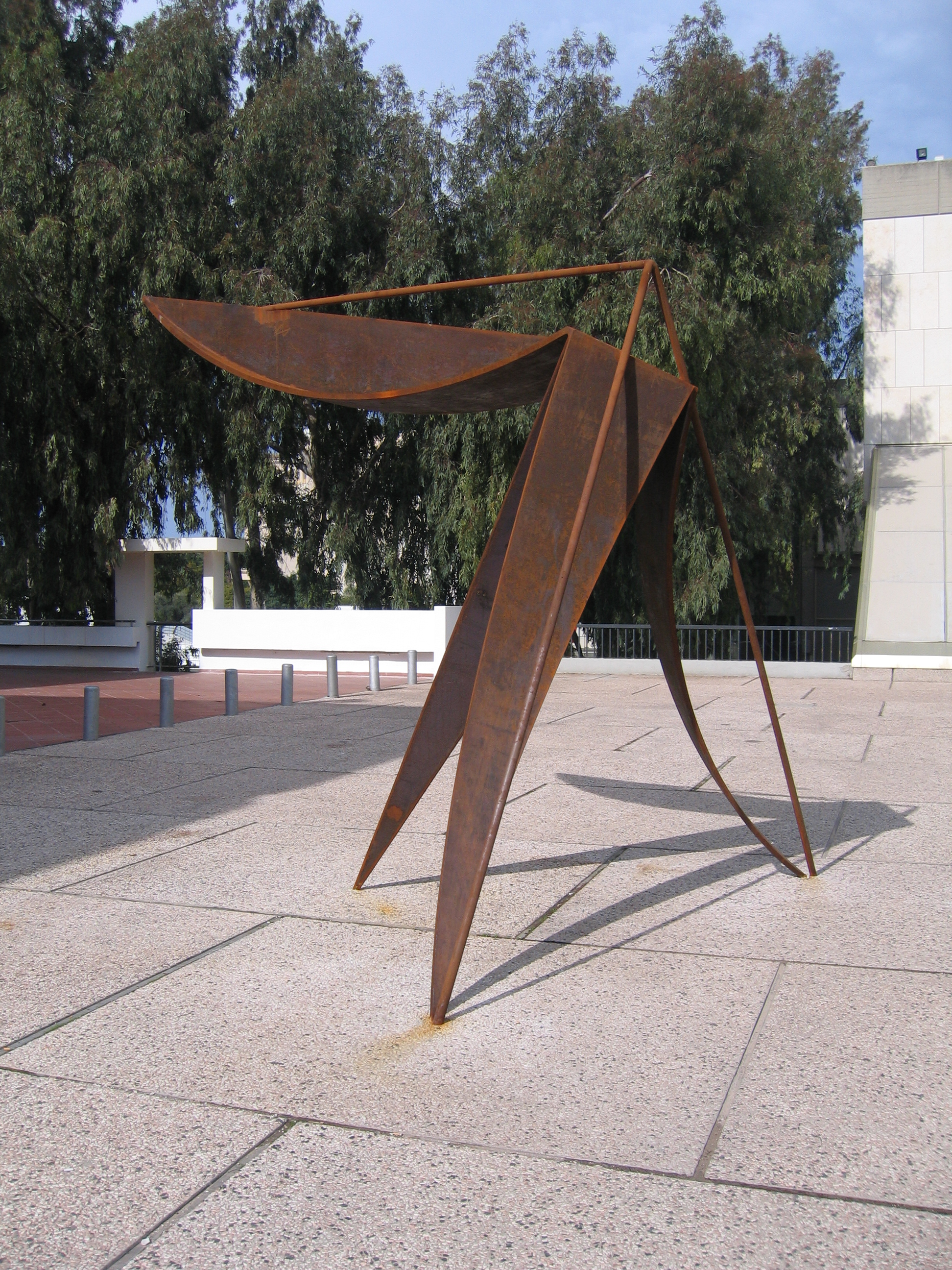
Nr. 30 : Mosquito (2007)
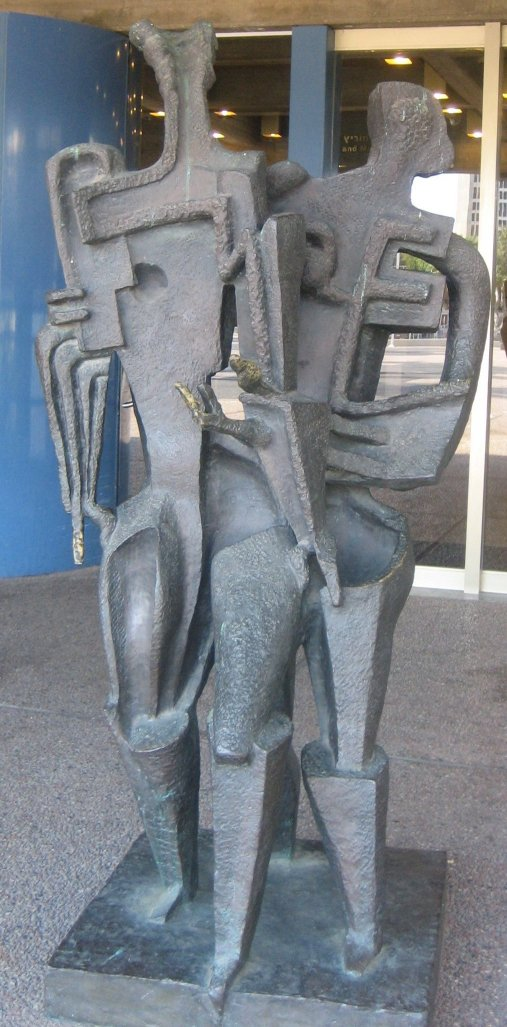
Nr. 31 : Lotophage (1961/62)